# Diary of a Wimpy Kid
Diary of a Wimpy Kid (El diario de Greg en España y El diario de un chico en apuros en Hispanoamérica) es una película estadounidense de 2010 protagonizada por Zachary Gordon y Robert Capron, basada en la serie de libros por Jeff Kinney. Fue dirigida por Thor Freudenthal, y también aparecen Rachael Harris, Steve Zahn, Devon Bostick y Chloë Moretz. Fue estrenada en Estados Unidos el 19 de marzo de 2010 y en España el 22 de octubre del mismo año.

## Argumento
Greg Heffley (Zachary Gordon), tiene 12 años de edad y está ansioso por comenzar la escuela secundaria. Es un chico bueno y bien intencionado, pero a veces las cosas no le salen como espera, pues está rodeado de personas algo disfuncionales que lo harán quedar mal parado. Él confía en que se convertirá fácilmente en el chico más popular de su escuela. Sin embargo, Greg se preocupa porque su mejor amigo; Rowley Jefferson (Robert Capron), aun mantiene conductas extrañas que lo podrían humillar y se apena de él. El primer día de clases, Rowley va a la escuela vestido con un sarape de Guatemala, cosa que avergüenza a Greg.
En su primer día de clases, Greg y Rowley conocen a Angie (Chloë Grace Moretz), una muchacha de 7º grado que trabaja para el periódico escolar y quien les ofrece su amistad y ayuda durante su estancia allí, (cosa que Greg rechaza) y les habla sobre el funcionamiento de la escuela secundaria, que ella cree que fue creada para tener a los pequeños ocupados. Chirag Gupta (Karan Brar), un compañero de clase, les cuenta a Greg y Rowley la historia detrás de una rebanada de queso que está en la cancha. Al tocar el queso, un chico llamado Darren Walsh (Harrison Houde) contrajo el "Toque del Queso". Cualquiera que toque el queso, contrae el Toque y nadie se le acerca hasta que pase el Toque a otra persona tocándola. El Toque del Queso terminó cuando fue contraída por un estudiante alemán de intercambio de Alemania llamado Dieter Muller (Severin Korfer).
A partir de ese momento, Greg comienza una nueva etapa en su vida llena de aventuras y descubrimientos en su camino por la secundaria y sus esfuerzos por convertirse en un chico popular, así como la relación con otros personajes que irán influyendo en su vida y contribuyendo a mejorar o empeorar su situación.

## Sipnosis
Greg Heffley, de 12 años, ilustra su vida diaria en un diario para cuando sea "rico y famoso". Vive con sus padres, Susan y Frank, su hermano pequeño consentido de 2 años, Manny, y su hermano adolescente de 16 años, Rodrick, quien lo atormenta. En su primer día de secundaria, Greg descubre rápidamente los altibajos, como la falta de las puertas del baño de chicos y las dificultades para conseguir un asiento durante el almuerzo. Durante la clase de educación física, Greg y su mejor amigo, Rowley Jefferson, escapan de una partida de Gladiador y conocen a Angie Steadman, una estudiante de 7mo grado que se aísla del resto de los estudiantes para "sobrevivir". Ven un trozo de queso mohoso en la cancha de baloncesto y Chirag Gupta, un compañero de su clase les dicen que quien lo toque recibe "El Toque del Queso", convirtiéndose en un marginado social. Una vez, un chico llamado Darren Walsh, lo contrajo. La única forma de librarse de "El Toque del Queso" es contagiárselo a alguien más tocándolo. El "Toque del Queso" terminó cuando fue contraído por un estudiante alemán de intercambio llamado Dieter Muller, luego se regresó a Alemania con "El Toque el Queso" y así seguía ese queso esperando que otro más lo toque. Greg declara su intención de convertirse en el estudiante más popular de la escuela y ganarse un lugar en el anuario como el favorito de la clase. Cuando Greg y Rowley salen a pedir dulces en Halloween, un grupo de adolescentes en una camioneta los rocía con un extintor y los persigue hasta la casa de la abuela de Greg. Escapan después de que Greg dañara accidentalmente su camioneta con una desbrozadora.
En otros esfuerzos por hacerse populares, los chicos se unen al equipo de la Patrulla de Seguridad y a un concurso para convertirse en el caricaturista del periódico escolar. Cuando Greg accidentalmente le rompe el brazo a Rowley durante un juego que inventaron, Rowley se vuelve popular y gana el concurso de caricaturistas. Durante una tarea de la Patrulla de Seguridad, Greg camina con los niños de kínder por una calle del vecindario sin Rowley. Se encuentra con un camión idéntico al de los adolescentes de Halloween y se esconde con los niños en una zona de construcción. Habiendo tomado prestado el abrigo de Rowley, es confrontado por un vecino que lo confunde con Rowley. Huye, abandonando a los niños de kínder. Rowley está desconcertado por ser suspendido de la Patrulla de Seguridad, hasta que Greg confiesa. Greg es despedido del servicio, mientras que Rowley es reinstalado como capitán y termina su amistad. Greg intenta reconciliarse con Rowley en el Baile de los Novios de Madre e Hijo hasta que ve que Rowley se ha hecho amigo de Collin Lee.
Greg y Rowley se enfrentan después de clase, y un grupo de estudiantes los anima a pelear. Llegan los adolescentes de Halloween y, tras perseguir a los demás estudiantes hasta la escuela, obligan a Rowley a comerse un poco de queso. Los adolescentes huyen cuando llega el profesor de educación física, el entrenador Eduardo Malone. Cuando los demás estudiantes vuelven a salir y se dan cuenta de que se han comido el queso, Greg asume la culpa para salvar la reputación de Rowley y se reconcilian. Al final del curso, Greg y Rowley aparecen en la página de favoritos de la clase del anuario como "Mejores amigos".

## Reparto
- Zachary Gordon como Greg Heffley, protagonista y narrador de la película.
- Robert Capron como Rowley Jefferson, amigo de Greg.
- Rachael Harris como Susan Heffley, madre de Greg.
- Steve Zahn como Frank Heffley, padre de Greg.
- Devon Bostick como Rodrick Heffley, hermano mayor de Greg.
- Connor y Owen Fielding como Manny Heffley, hermano menor de Greg.
- Chloë Moretz como Angie Steadman, joven que trabaja para el periódico escolar.
- Grayson Russell como Fregley, el extraño compañero de clase de Greg.
- Laine MacNeil como Patty Farrell, rival de Greg y una de las antagonistas.
- Karan Brar como Chirag Gupta, amigo de Greg.
- Peyton List como Holly Hills, el interés amoroso de Greg .
- Alex Ferris como Collin Lee, el mejor amigo temporal de Rowley.
- Andrew McNee como el entrenador Malone, el profesor de gimnasia.
- Rob LaBelle como el Sr. Winsky, el profesor de la patrulla de seguridad.
- Kaye Capron (madre real de Robert Capron) como la madre de Rowley.
- Jennifer Clement como la Sra. Flint, maestra de Greg.
- Belita Moreno como la Srita. Norton, la maestra de música para El mago de Oz.

## Banda sonora
La banda sonora es lanzada por los expedientes de "La La Land" con un agradecimiento especial a las discográficas de los artistas, Universal Motown Records (Forever the Sickest Kids), Capitol Records (Beastie Boys), B-Unique Records (Kaiser Chiefs), Columbia Records (Bonnie Tyler, Teddybears), XL Recordings (Electric Six), Rough Trade (1990), Documentos hermosas Bomb (Smash Mouth), Chrysalis Records (Bonnie Tyler), Música Stick (Bonnie Tyler) y Gordy Records (Rick James).[cita requerida]
1. "Ride" de The Vines: comienza cuando Greg da sus primeros pasos en la escuela media.
2. "Never Miss a Beat" de Kaiser Chiefs: esta canción se escucha cuando los chicos juegan al juego de "gladiador" en la clase gimnasia.
3. "The Four Seasons" de Vivaldi: comienza cuando Greg fantasea sobre él siendo mayor y millonario.
4. "More Than I Can Do" (instrumental versión) de Scott Kinney (hermano de Jeff Kinney): se escucha cuando Löded Diper llega a la casa de Greg.
5. "Super Freak" de Rick James: se escucha cuando Fregley lucha contra Greg.
6. "When They Fight, They Fight" de The Generationals: se escucha cuando Greg se entera de que está en el periódico de la escuela.
7. "Hot" de Smash Mouth: se escucha cuando Greg va caminando por el pasillo, usando una camisa y corbata.
8. "Danger! High Voltage" de Electric Six: se escucha cuando Greg y Rowley intentan escapar de los adolescentes en Halloween.
9. "Cobrastyle" de Teddybears: se escucha cuando Greg sueña con ser un oficial de seguridad.
10. "O.K. Mr Hillbilly" escrita por Ron Henley: se escucha cuando Greg cree escuchar que los adolescentes en Halloween pasar, pero en realidad es solamente un camnión.
11. "You're Supposed to Be My Friend" de 1990s: se escucha cuando Rowley deja de ser amigo de Greg.
12. "Total Eclipse of the Heart" escrita por Jim Steinman: es la canción que es cantada cuando los niños audicionan para El Mago de Oz. Oz.
13. "We Three Trees" por Greg.
14. "Time To Die" escrita por Ali Dee Theodore y Joey Katsaros.
15. "Le Freak" de Chic: se esucha en el baile de madre/hijo, cuando Greg y su madre entran al salón.
16. "The Popular Thing" de Jukebox The Ghost: se escucha de fondo cuando Greg intenta hacer las pases con Rowley, invitándolo a comer un helado después del baile.
17. "Intergalactic" de Beastie Boys.
18. "What Do You Want From Me (Diary of a Wimpy Kid Mix)" de Forever the Sickest Kids.
19. "Tear It Up" de White Demons
20. "Up Rock" (slow version) de Ali Dee Theodore y The Deekompressors
21. "Live to Rock" de Brian Tichy

## Recepción

### Recepción de la Crítica
Roger Ebert le dio a la película tres estrellas y media de las cuatro posibles a la hora de puntuarla: Es ágil, clara y divertida. No está embrutecida, y no lo fomenta. Puedes conocer algo sobre la naturaleza humana.
Glenn Whipp de la Asociación de Prensa fue menos positiva, diciendo: En la transferencia del limpio y preciso humor de las ilustraciones de Kinney y ponerlas en prosa para la gran-pantalla, lo material pierde bastante su encanto."
At the Movies dirigida por David Stratton puntuó a la película con una única estrella mientras que la subdirectora Margaret Pomeranz la puntuó con solo media estrella. Stratton calificó a la película como bastante aburrida y además añadió que no había nada remotamente interesante ni en la dirección de Thor Freudenthal ni en el guion.
Pomeranz criticó el personaje de Greg Heffley, comentando: Realmente pensé que él era desagradable. No estaba dispuesta a desperdiciar mi tiempo con él. No podía esperar más para que llegase el final de esta película.

### Recepción en Taquilla
La película abrió en segunda posición en su primera semana de emisión con una recaudación de 22,1 millones de dólares, situada detrás de Alice in Wonderland, con lo que consiguió superar en recaudación a la reconocida Jennifer Anniston y su película The Bounty Hunter. Obtuvo el mejor comienzo para una película no animada ni basada en libros de fantasía para niños. La película recaudó un total de $63.003.625 en América del Norte y un total de $11.695.602 en otros territorios, con una recaudación total de $75.699.227.

## Lanzamiento al mercado de la película
La película fue lanzada en DVD y Blu-ray el 3 de agosto de 2010. La versión Blu-ray contenía seis páginas del diario de Greg.
A pesar de la falta de una distintiva campaña de marketing, "El diario de Greg" consiguió resultados bastante decentes en el público.

## Premios y nominaciones
- 2011 Kids Choice Awards
  - Película favorita (nominada)
- 32nd Young Artist Awards
  - Best actor in a feature film (Zach Gordon) (nominada)
  - Best supporting actor in a feature film (Robert Capron) (nominada)
  - Best supporting actor in a feature film (Alex Ferris) (nominada)
  - Best asemmblence in a feature film (Zach Gordon, Robert Capron, Devon Bostick, Chloë Grace Moretz, Laine MacNeil, Grayson Russell, Karan Brar, and Alex Ferris)
  - Best supporting actress (Laine MacNeil) (nominada)